# Sõmeri poolsaar

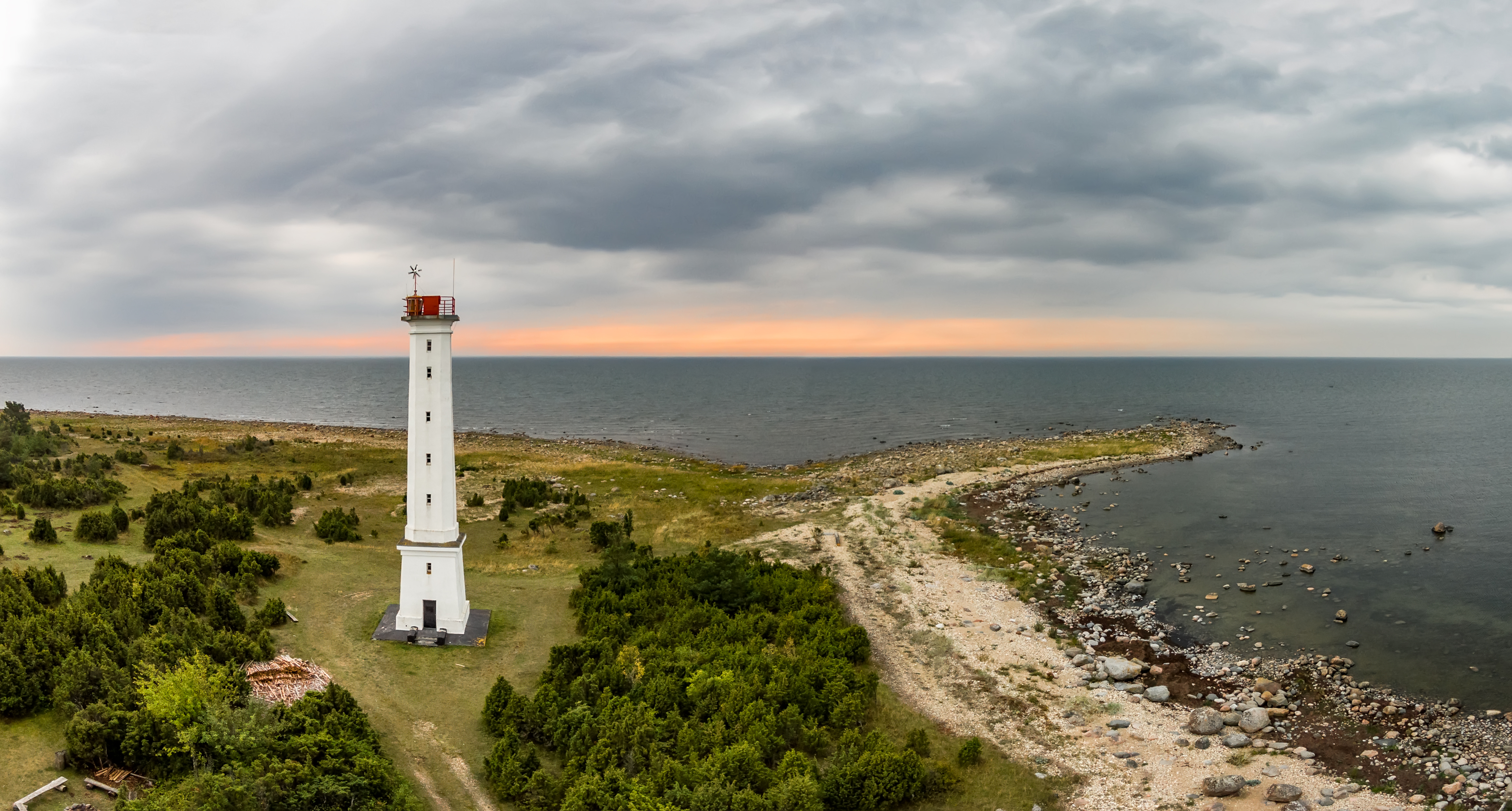
Sõmeri fyr

Sõmeri poolsaar är en halvö i sydvästra Estland. Den ligger i Varbla kommun och i landskapet Pärnumaa, 130 km söder om huvudstaden Tallinn. Halvön ligger på Estlands västkust vid norra änden av Rigabukten. Strax öster om halvön ligger öarna Kõrksaar och Rootsiklaid (betyder Sverigeön). En fyr, Sõmeri tuletorn, uppfördes 1954 på halvön. Fyrens höjd är 21 meter ovan landnivå och 23 meter ovan havsnivå.  